# Skovelhjul

Ett skovelhjul i en centrifugalfläkt.

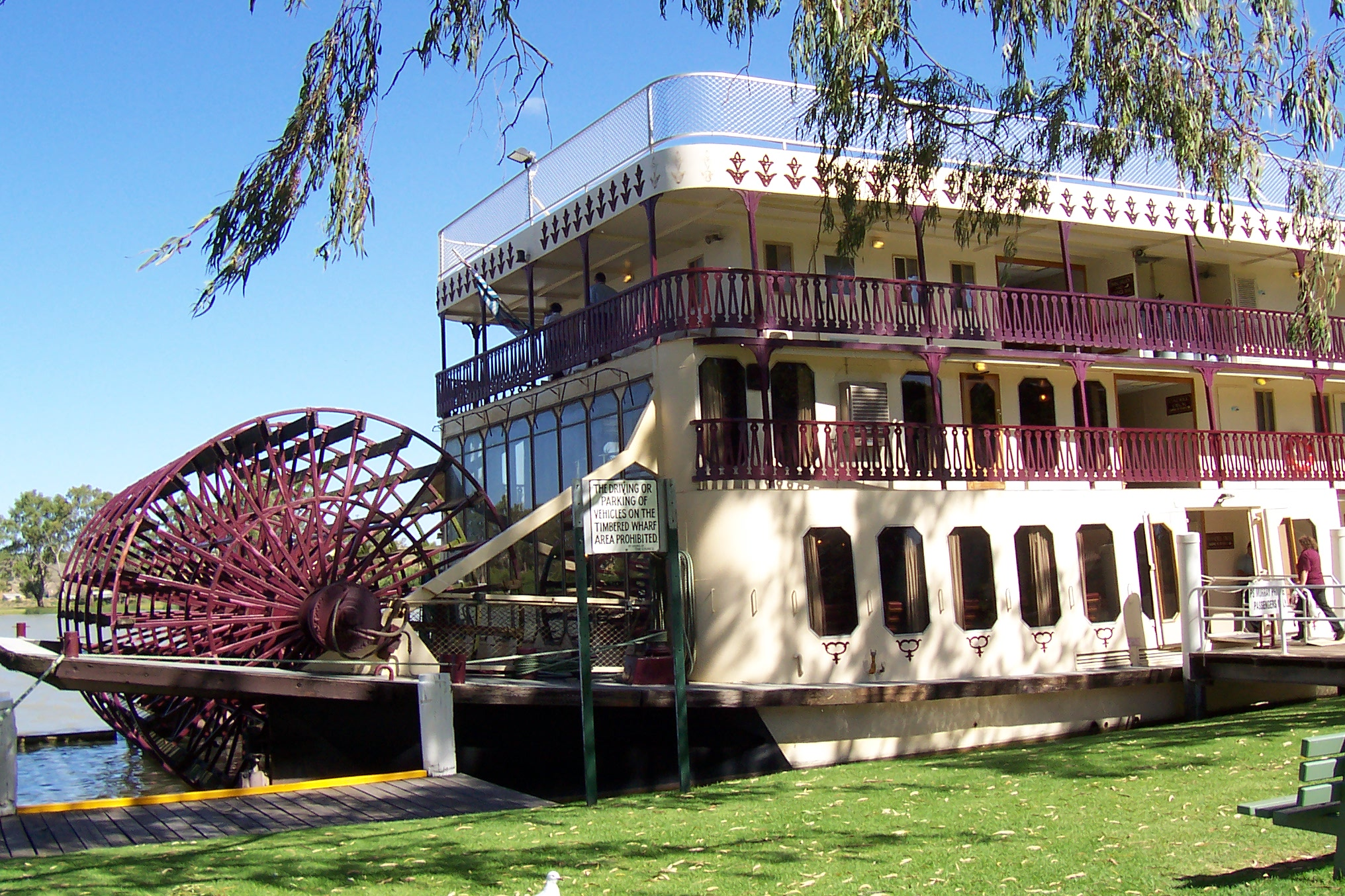
Ett skovelhjul på en hjulångare.

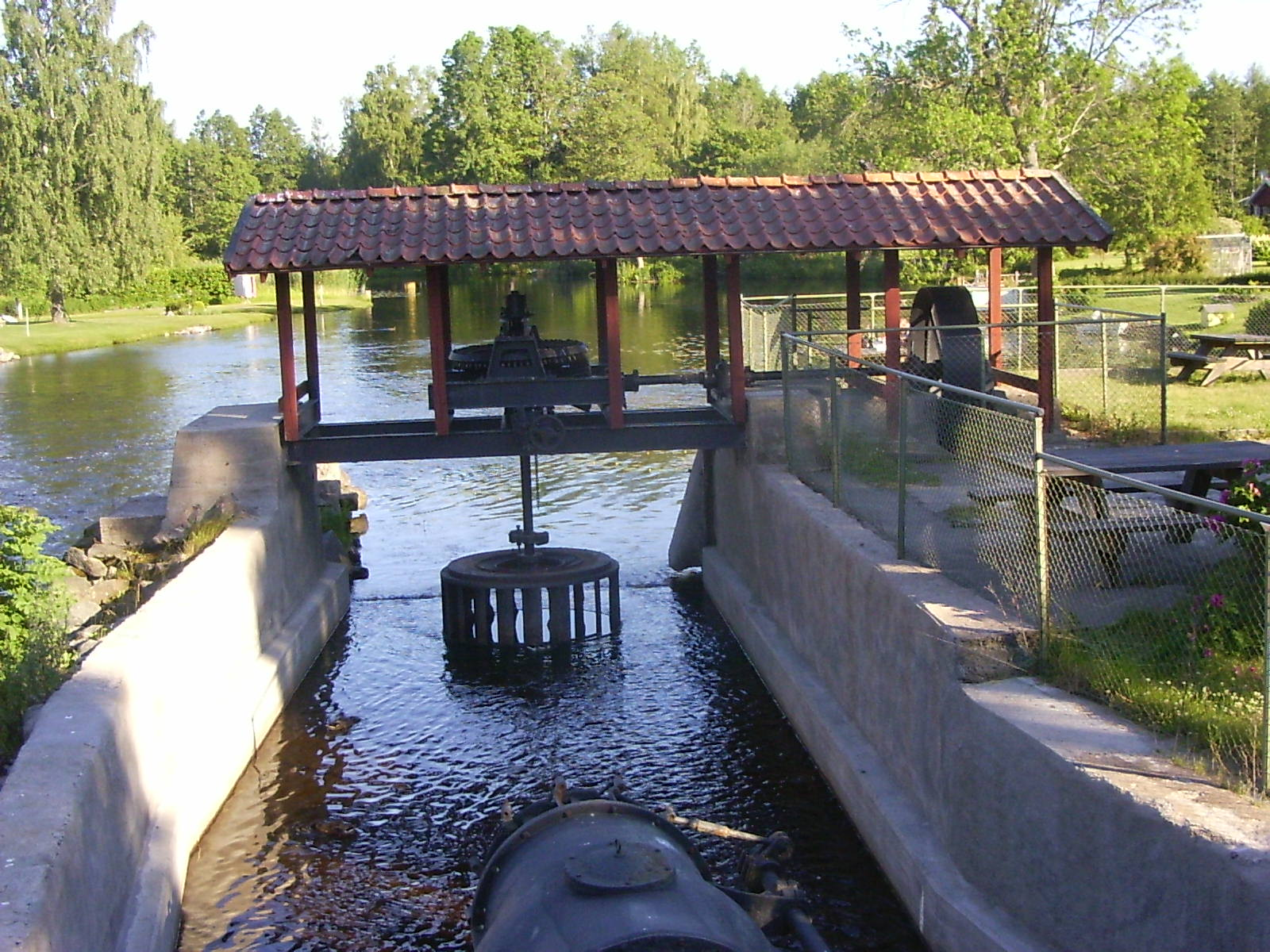
Ett skovelhjul till en vattenkvarn.

Ett skovelhjul är ett hjul försett med paddlar eller skovlar, vilka för över eller skapar vertikal kraft av hjulets rotation genom att till exempel en vätska passerar paddlarna, dessa hjul är vanliga vid vattendrivna kvarnar eller kraftverk och som drivhjul till hjulångare. Impulsturbiner använder skovelhjul.
Mindre skovelhjul finns i vissa fläktar, så kallade centrifugalfläktar.